# Неоіндустріалізація
Неоіндустріалізація —  глобальний процес суттєвого підвищення рівня та зміни характеру індустріалізації розвинутих країн та країн наздоганяючого типу розвитку.

## Історичний контекст
Процес нової індустріалізації почався у ХХ столітті та дістав подальшого піднесення у ХХІ столітті. 
Поява неоіндустріалізації певною мірою завершує етап надмірного захоплення розбудовою у промислово розвинутих країнах так званих постіндустріальних економік з акцентом на прискореному розвитку сектору послуг, паралельно з виведенням значної частки промислових виробництв на економічні території з нижчими виробничими витратами.
Постіндустріальний сектор стає однією з передумов неоіндустріалізації, оскільки дозволяє здійснювати модернізацію на основі переважання високотехнологічної індустрії.
Уявляється, що специфікуючу ознаку ідеології "неоіндустріалізації" можна охарактеризувати словами Д. Белла "підпорядкування економічної функції соціальним цілям"
Деіндустріалізація зіграла негативну роль в здатності держав виконувати свої соціальні зобов'язання, тому цілі і завдання соціального характеру не можуть не враховуватися при розробці нової промислової політики.
Серед позитивних соціальних ефектів неоіндустріалізації:
- збільшення зайнятості;
- підвищення прибутків населення;
- оздоровлення підприємницького клімату;
- бюджету підтримку різних сфер через фінансові можливості держави та ін.

## Неоіндустріалізація в Україні
Стратегічна мета неоіндустріалізації в Україні полягає у відродженні промислового виробництва як провідної та високоефективної системної компоненти національного господарства і рівноправного субєкта новітніх світогосподарських процесів.
Факторами економічної динаміки за неоіндустріальною моделлю мають стати:
- у виробничо-відтворювальному аспекті —  конкурентні технологічні та продуктові інновації; R&D (в економіці загалом та промисловості зокрема); людський та соціальний капітал;
- у макроекономічному аспекті —  динамічно і структурно виважений (збалансований) внутрішній попит (з домінантою кінцевого споживання продукції інвестиційної та споживчої груп); експорт (зовнішній попит) в економічно ефективних обсягах та структурі;
- у міжнародному аспекті —  наукова та виробнича кооперація, насамперед у сфері НДР та високотехнологічних виробництвах; інтеграція у сучасні виробничо-господарські структури (ТНК, мережеві утворення, кластери тощо).

У межах формування національної концепції неоіндустріалізації можуть бути запропоновані поетапні завдання для реалізації на загальноекономічному рівні.
- На першому етапі (до 2020 р.) ключовим є завдання зупинення системної деградації промислового виробництва (деіндустріалізації) та виявлення потенційно ефективних осередків зростання (розвитку).

- На другому етапі (2020-2025 рр.) ключовим завданням має стати формування базових платформ неоіндустріального розвитку —  інноваційно-технологічної, ресурсної, інформаційно-комунікаційної, структурної, організаційної, інституційної.

- На третьому етапі (2026-2030 рр.) ключове завдання —  повномасштабна реалізація суспільно узгоджених сценаріїв системного неоіндустріального розвитку національної економіки.